# Paecilomyces inflatus
Paecilomyces inflatus är en svampart som först beskrevs av Burnside, och fick sitt nu gällande namn av J.W. Carmich. 1962. Paecilomyces inflatus ingår i släktet Paecilomyces och familjen Trichocomaceae.   Inga underarter finns listade i Catalogue of Life.